# Václav Neckář (architekt)
Václav Neckář (27. července 1896 Mladá Boleslav – 10. července 1964 Plzeň) byl český architekt, který působil především na Plzeňsku.

## Život
Absolvoval reálku v Mladé Boleslavi, poté vystudoval architekturu na Vysoké škole architektury a pozemního stavitelství v Praze pod vedením profesorů Antonína Balšánka, Aloise Čenského a Rudolfa Kříženeckého. Po studiu praktikoval u architekta Jana Kotěry a získal doktorát technických věd. Až do roku 1925, kdy si jako autorizovaný civilní inženýr pro architekturu a pozemní stavby otevřel v Plzni vlastní projekční kancelář, v letech 1923 až 1925 učil také na plzeňské České státní průmyslové škole. Byl zde též členem Spolku výtvarníků plzeňských (později Sdružení západočeských výtvarných umělců). V roce 1948 nastoupil do Stavoprojektu, kde pracoval do roku 1953. V Plzni bydlel v Tylově ulici č. 9.

## Dílo
Mezi jeho nejvýznamnější realizace, kromě celé řady bytových domů v Plzni, patří:
- bytový dům Anny Königové v Dobrovského ul. č. 3 (1927–1928)[6]
- státní obytné domy, Stehlíkova ul. č. 8, 10 a č. 6 (1927–1928 a 1931)[7]
- rodinný dům Heřmana Konejla v Plzni-Bezovce v Erbenově ul. č. 8 (1930–1931)
- rodinný dům Václava Ornsta v Plzni na Lochotíně, v ul. Růženy Svobodové č. 18 (1930–1931) –  Neckář jej navrhoval současně s Konejlovým domem a stavba má podobný funkcionalistický charakter
- přístavba sanatoria dr. Jana Mulače v Plzni, Dvořákova ul. č. 17 (1931–1933)[8]
- obchodní dům Brouk a Babka na rohu Bezručovy ulice a ulice B. Smetany v Plzni (1932) – přestavba z původní banky Merkur rakouského architekta Ludwiga Tremmela[9]
- živnostenská škola v Klatovech (1934)
- budova policejního ředitelství na Anglickém nábřeží č. 7 v Plzni (1937–1939)[10] – ve spolupráci s pražskými architekty Františkem Čermákem a Gustavem Paulem[11]
- nájemní dům Jaroslava a Libuše Nachtigalových v ul. Kardinála Berana č. 15 na plzeňském Jižním Předměstí (1939)
- rekonstrukce městských lázní na Denisově nábřeží č. 3 v Plzni (1946–1953)– budovu původně navrhl Bedřich Bendelmayer (1932), upravil Ladislav Fiala, Václav Neckář provedl po bombardování v roce 1944 rekonstrukci[12][13]
- Juránkova chata ski-klubu na Svarohu (1945) – chata fungovala pouze krátce, po roce 1948 chátrala, dnes (2019) je na jejím místě pouze pamětní tabule[14]
- obytný dům Antonína, Josefa a Jaroslava Ulčových v Nerudově ul. č. 17 na plzeňském Jižním Předměstí (1947–1950)[15]
- státní bytové domy, Thámova ul. č. 36 a náměstí Českých bratří č. 3 (1947–1951)[16]
- kulturní dům v Hrádku u Rokycan (1955) – klasicizující a uměřený socialistický realismus, Neckář budovu koncipoval jako symetrickou se dvěma křídly, postaveno bylo ale jen jedno, až na počátku 21. století bylo chybějící křídlo budovy dostaveno architektem Milošem Vachudou, a to v soudobém stylu, ale s respektem k původnímu návrhu[11]

| „                                 | Jsem architektem, projektantem. Cítím potřeby dneška. Chci vždy do daného úkolu vnést jasnost, účelnost a s ohledem na nutnou konstrukci splnit estetický požadavek na dílo kladený. Chci poctivě sloužit, aby každá práce z rukou mých vzešlá obstála před kritikou i dob pozdějších. | “ |
| — Václav Neckář, Český deník 1941 | |   |